# Jun'ya Ishigami
 (juin 2014).
 (juin 2014).
Si vous disposez d'ouvrages ou d'articles de référence ou si vous connaissez des sites web de qualité traitant du thème abordé ici, merci de compléter l'article en donnant les références utiles à sa vérifiabilité et en les liant à la section « Notes et références ».

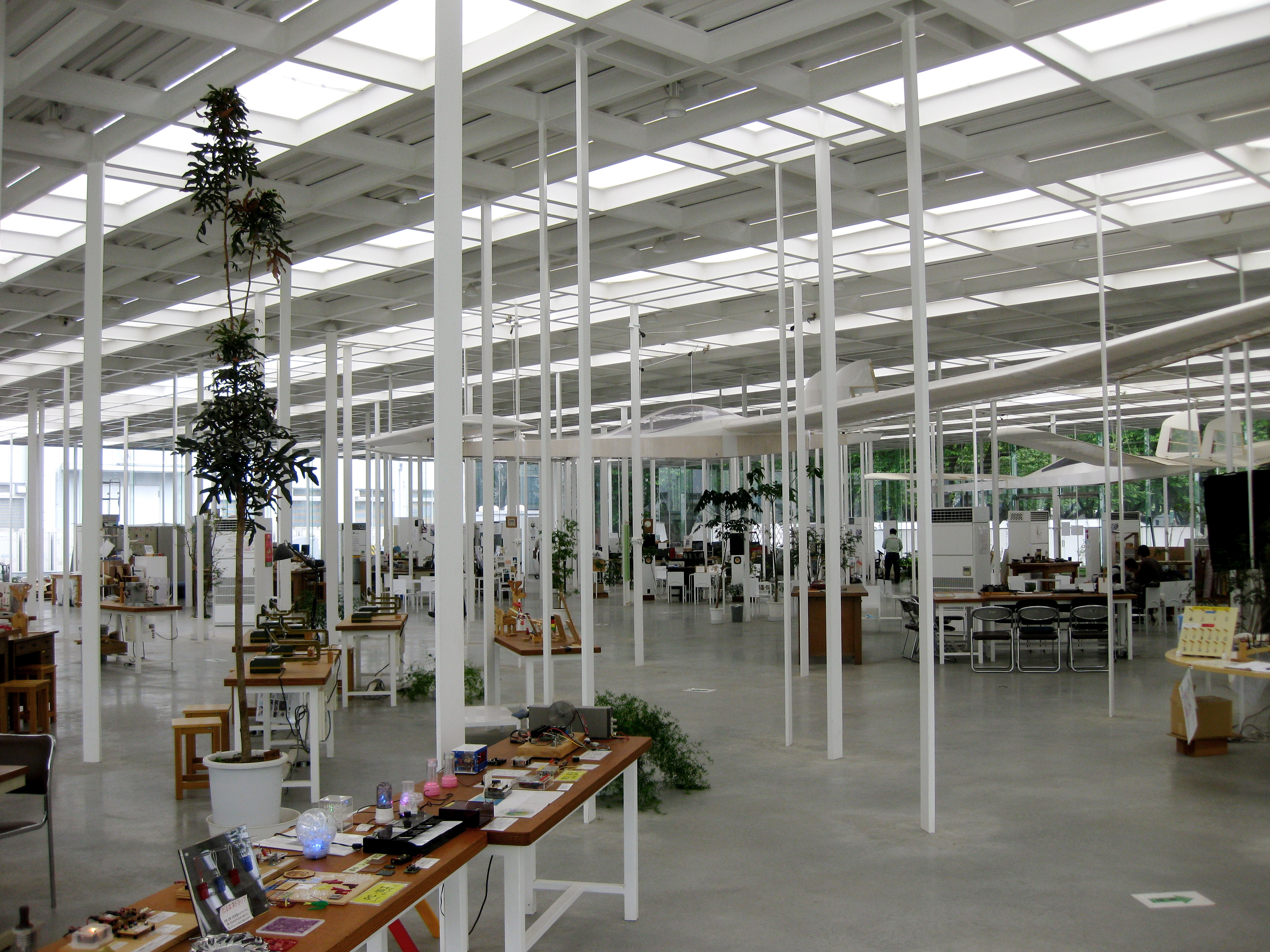
KAIT Workshop

Jun'ya Ishigami, né en 1974 dans la préfecture de Kanagawa est un architecte japonais. Il étudie à l’université des beaux-arts et de musique de Tokyo. Il en sort diplômé en 2000. Avant d’ouvrir sa propre agence (junya.ishigami+associates) en 2004, il travaille chez Kazuyo Seijima&Associates (actuellement SANAA). 
Il travaille aussi bien dans l'architecture que dans le design. Il se fait remarquer à la biennale d’architecture de Venise en 2010, où il remporte le Lion d’or. Jun'ya Ishigami travaille en architecture généralement la légèreté et la blancheur. Il cherche en même temps à lier l’architecture à l’ingénierie, la forme et la technologie.

## Réalisations architecturales
- 2008 l’institut de technologie KAIT workshop de Kanagawa. Ce bâtiment est situé dans un environnement très végétal. Ishigami a voulu une totale transparence entre l'intérieur et l'extérieur. Pour cela, il a misé sur la blancheur et le verre. Ce projet est composé d'une forêt de poteaux structurels. Ces poteaux sont d'une grande finesse, et montrent bien la volonté d'Ishigami de faire intervenir l’ingénierie dans ses bâtiments. La place des poteaux forme ainsi l’emplacement des tables. En effet, plus ils sont nombreux plus la table sera grande. La logique structurelle fait surgir la logique du plan.
- 2008 le magasin de Yohji Yamamoto à New York. Ce magasin est reconstruit sur l'emplacement d’un bâtiment en brique des années 1950. Les angles extrêmement aigus de ce bâtiment nous donnent la sensation d'une absence de profondeur. Le quartier dans lequel il a été construit est en mutation, la surface a depuis été divisée en plusieurs magasins et la construction a subi des modifications. L'espace libéré entre les deux volumes qui permettait un passage entre les rues a été couvert et sert désormais d'entrées dans l'espace commercial.
- 2016 Chapel of Valley : maquette présentée à la Fondation Cartier (exposition 2018). Cette œuvre est, selon le catalogue de l'exposition, « une chapelle œcuménique située dans la province chinoise du Shandong. Pour ce bâtiment, Junya Ishigami tire parti dela topographie du site : il creuse d’une vingtaine de mètres une faille rocheuse pour y construire une chapelle semblant surgir de terre. Mesurant 45 mètres de haut et 1,3 mètre de large dans sa partie la plus étroite, la chapelle est constituée de deux murs courbes en béton armé, dont l’épaisseur varie entre 22 et 180 cm. Très proches l’un de l’autre à l’entrée de la chapelle, ces murs s’écartent à mesure que l’on progresse dans le bâtiment pour se rejoindre derrière l’autel. L’architecte crée un édifice qui prolonge la vallée existante et dont l’échelle dépasse radicalement celle du paysage alentour. Il se fait ainsi l’artisan d’une nouvelle vallée, exposée à la pluie et au vent. »[1]

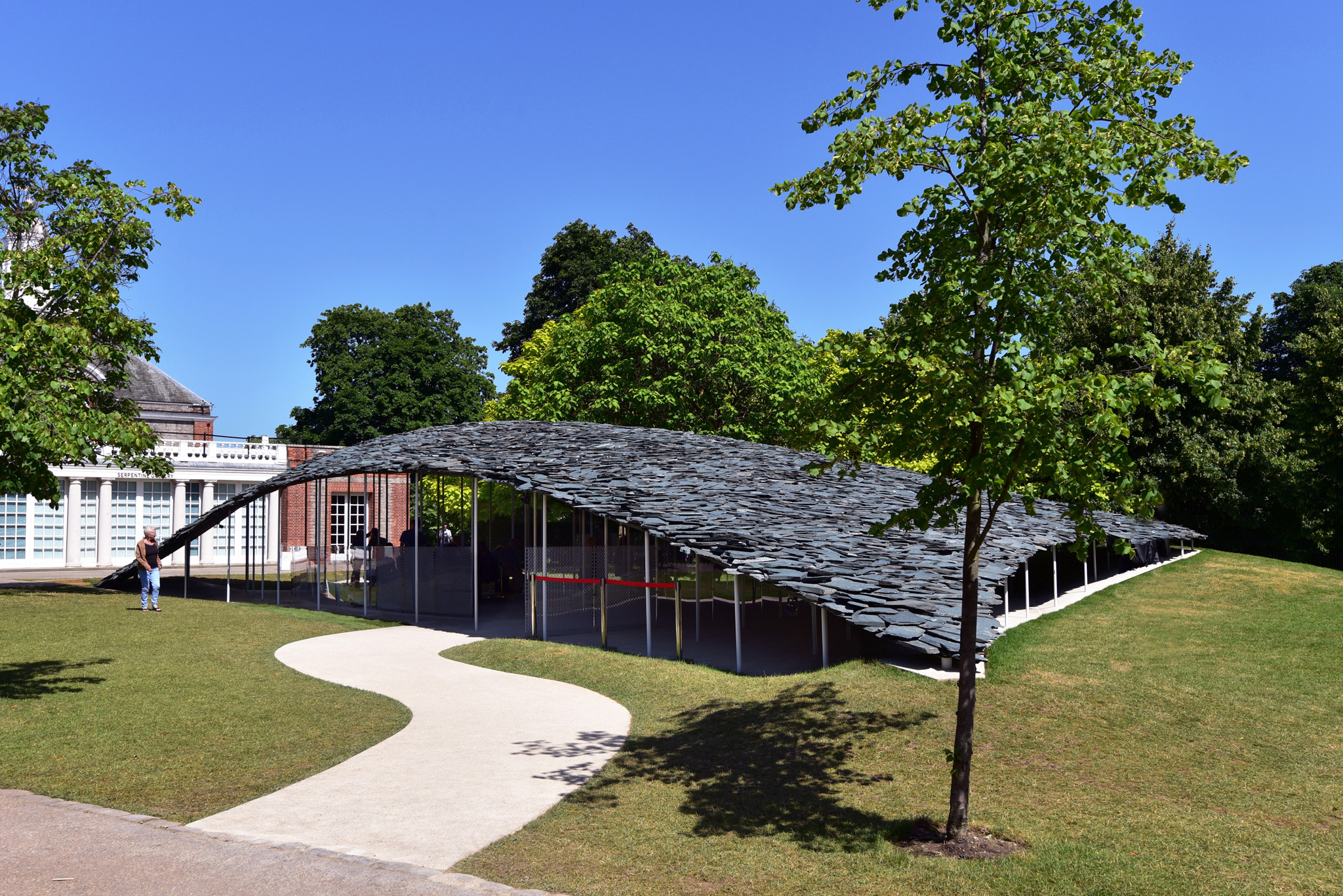
Serpentine Pavilion 2019

## Réalisations dans le design
- 2005 Table. Cette installation est une table de 3 mm d’épaisseur créé en 2005 pour la galerie de Tokyo. On a la sensation que cette table flotte, aussi délicate qu’une feuille de papier. Quand on la touche, elle se met à vibrer. Sur cette table se situe des petits objets, placés d’après un plan précis. Pour Ishigami, la table joue un rôle important dans nombreuses de ses installations. Le plateau de la table représente le toit et les pieds symbolisent la structure d’un bâtiment. Cette recherche de finesse extrême pour la table fait écho à sa volonté de travail de l’ingénierie ;
- 2006 Table exhibit à l'Art Basel
- 2008 Paper chairs
- 2010 le Drop table, Family Chair. Table réalisée en plexiglas avec effet de trompe-l'œil ;
- 2010, le Garden Plate. Paysage miniature dans une soucoupe.

## Expositions
- 2006 Exposition à la Art Basel
- 2007 l’exposition de ballons pour « Space for your future » au musée d’art contemporain de Tokyo. Ishigami a voulu symboliser une sorte de nuage, qui vole au-dessus de nos têtes. Cette exposition fait sortir la notion de déplacement lent, de flux. Un élément en aluminium vient représenter une montagne, il est très imposant. Il s’agit d’un cube de 7 m × 13 m × 14 m, légèrement déformé et rempli d’hélium.
- 2008 le pavillon japonais à la biennale de Venise. Composé de huit grandes serres cubes. Ces cubes sont positionnés en fonction des usages à l'intérieur et à l'extérieur d'eux. Le paysage est pour Ishigami un élément extrêmement important. Il traite la construction et le paysage comme des égaux. Ici c'est à la fois le bâtiment et les plantes qui forment le paysage. Les plantes ont une telle importance que c'est leur densité qui forment l'espace. Les serres deviennent alors un deuxième espace. Ces deux espaces sont eux-mêmes en interaction avec l'environnement existant.
- Avril 2014 exposition à Bordeaux à l’entrepôt Lainé, 56 projets (chacun numéroté) de Junya Ishigami [2].
- 2018 Freeing Architecture, Fondation Cartier

## Interventions dans l’enseignement
- 2009 lecture à l’université des sciences de Tokyo.
- 2010 visite de l’association des enseignements à l’université de Tohoku.
- 2014 workshop en association avec Sky Milner à la Harvard Graduate School of Design

## Architectures
- 2004-2009 Kait Workshop, Kanagawa, Japon
- 2006-2008 Yohji Yamamoto Store, New York, USA
- 2008 Pavillon japonais de la 11e Biennale d'architecture, Venise, Italie
- 2008-2022 Kait Plaza, Kanagawa, Japon
- 2010-2012 Maison avec plantes (House with plants), Japon
- 2012 Musée polytechnique (transformation), Moscou, Russie
- 2012-2017 Pavillon dans le parc de Vijversburg, Leewarden, Pays-Bas
- 2012 maison de retraite, Akita (projet)
- 2013-2018 Jardin d'eau, Tochigi, Japon
- 2013-2022 Maison + restaurant, Yamaguchi, Japon
- 2013 Maison pour une famille, Japon (projet)
- 2015 Jardin d'enfants forêt, Shandong, Chine (projet)
- 2016 Chapelle de la vallée (chapelle of the Valley, Shandon, Chine (projet)
- 2016 Huit villas (Eight villas), Dali, Chine (projet)
- 2016 Centre culturel, Shandong, Chine (projet)
- 2018 Boutique Jing lunette, Shangai, Chine [3]

## Récompenses
- 2005 Prix SD Review
- 2005 Prix Kirin
- 2008 Prix Iakov Chernikhov
- 2008 Prix culturel de Kanagawa
- 2009 Contraworld
- 2009 Prix Bauwelt
- 2009 Prix architectural de l’institut du Japon
- 2009 Prix BCS
- 2010 Le lion d’or

## Livres
- Small Images, Ishigami Junya, Inax Publishing, 2008, Japon.
- Clouds, Ishigami Junya, Seigensha Art Publishing, 2010, Japon.
- Another Nature, Ishigami Junya, Harvard University, Graduate School of Design, 2015, USA.